# Taylor Dayne
Taylor Dayne (født 7. marts 1962 i delstaten New York, USA) er popsangerinde og skuespiller.
Hun er bedst kendt for numrene "Tell It To My Heart", "Prove your love", "I'll Always Love You" og "Love Will Lead You Back".

## Diskografi
- Tell it to my heart (1987)
- Can't fight fate (1989)